# 勒布罗克 (多姆山省)
勒布罗克（法語：Le Broc，法語發音：[lə bʁɔk]）是法国多姆山省的一个市镇，位于该省南部，属于伊苏瓦尔区。

## 地理
勒布罗克（45°30'3"N, 3°14'38"E）面积17.45 平方千米，位于法国奥弗涅-罗讷-阿尔卑斯大区多姆山省，该省份为法国中南部省份，北起阿列省接壤，东临卢瓦尔省，南至上盧瓦爾省和康塔爾省，西接科雷兹省和克勒兹省。
与勒布罗克接壤的市镇（或旧市镇、城区）包括：贝尔戈讷、库兹河畔勒布勒伊、日尼亚、伊苏瓦尔、诺内特-奥尔索内特、帕朗蒂尼亚、莱普拉多、圣日耳曼朗布龙。

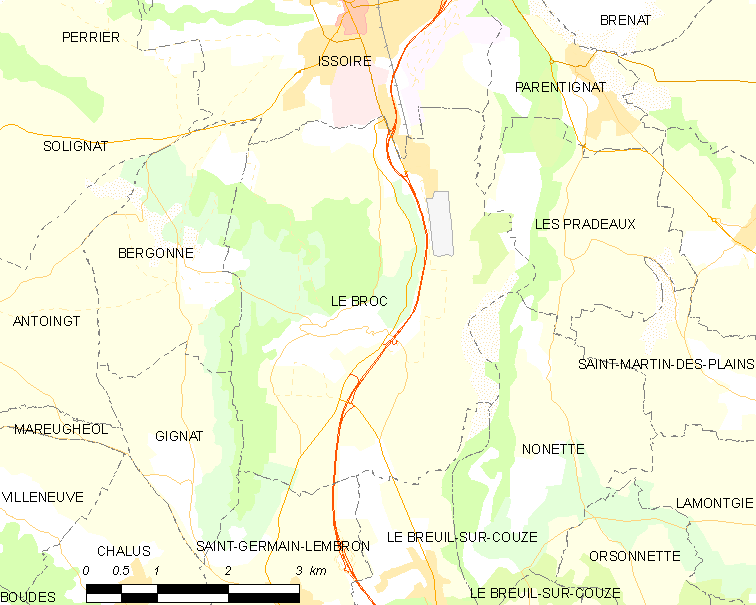
的OSM定位图

勒布罗克的时区为UTC+01:00、UTC+02:00（夏令时）。

## 行政
勒布罗克的邮政编码为63500，INSEE市镇编码为63054。

## 政治
勒布罗克所属的省级选区为伊苏瓦尔县。

## 人口

1962-2008年间人口变化图示

勒布罗克于2022年1月1日时的人口数量为632人。